# Alpenus
Alpenus é um género de traça pertencente à família Arctiidae.

## Espécies
- Alpenus affiniola (Strand, 1919)
- Alpenus auriculatus Watson, 1989
- Alpenus diversatus (Hampson, 1916)
- Alpenus dollmani (Hampson, 1920)
- Alpenus geminipuncta (Hampson, 1916)
- Alpenus intactus (Hampson, 1916)
- Alpenus investigatorum (Karsch, 1898)
- Alpenus maculosus (Stoll in Cramer, 1781)
- Alpenus microstictus (Hampson, 1920)
- Alpenus nigropunctatus (Bethune-Baker, 1908)
- Alpenus pardalina (Rothschild, 1910)
- Alpenus schraderi (Rothschild, 1910)
  - Alpenus schraderi rattrayi (Rothschild, 1910)
- Alpenus thomasi Watson, 1989
- Alpenus whalleyi Watson, 1989
- Alpenus wichgrafi Watson, 1989